# Thenmus aigialites
Espèce
Thenmus aigialites est une espèce de pseudoscorpions de la famille des Menthidae.

## Distribution
Cette espèce est endémique du Queensland en Australie. Elle se rencontre de Seaforth (en) à la baie Shoalwater (en).

## Publication originale
- Harvey & Muchmore, 1990 : The systematics of the family Menthidae (Pseudoscorpionida). Invertebrate Taxonomy, vol. 3, p. 941-964.